# Пучковка
Пучковка — деревня в Унечском районе Брянской области в составе Старосельского сельского поселения.

## География
Находится в центральной части Брянской области на расстоянии приблизительно 25 км на восток-северо-восток по прямой от вокзала железнодорожной станции Унеча к северу от железнодорожной платформы 113 км на линии Брянск-Гомель.

## История
Основана в 1709 году Пучковскими как слобода. После 1749 года — имение Журмана, генерала М. В. Гудовича и других. Во второй половине XVIII века упоминалась как село с храмом (не сохранился). До 1781 входила в Бакланскую сотню Стародубского полка (также упоминалась в Почепской сотне). В середине XX века работал колхоз им. ОГПУ. В 1859 году здесь (деревня Мглинского уезда Черниговской губернии) учтено было 53 двора, в 1892—86.

## Население
Численность населения: 360 человек (1859 год), 617 (1892), 154 человека (русские 100 %) в 2002 году, 70 в 2010.